# Long Wharf (Santa Monica)
Pour les articles homonymes, voir Long Wharf.
Le Long Wharf de Santa Monica, en français : long quai, également appelé Port Los Angeles ou The Mile Long Pier, était un vaste quai construit par la Southern Pacific Transportation Company dans la baie de Santa Monica, de 1892 à 1894. Lorsqu'il est ouvert, en 1894, il est le plus long quai au monde, mesurant environ 1 280 mètres,,. Il a servi de port de marchandises et de passagers, jusqu'en 1913. En 1919, le quai a commencé à être démonté. L'extrémité de 1 000 pieds du quai, est enlevée en 1920. Les 3 600 pieds restants servent de jetée de pêche, jusqu'en 1933, date à laquelle le reste de la jetée est enlevé. Le quai est constitué principalement de bois, en provenance des ports du Nord, pour aider au boom de la construction en Californie du Sud. La Southern Pacific Railroad et les tramways du Los Angeles Pacific Railroad (en) desservent le quai. Le site du Long Wharf est un monument historique de Californie, sous le numéro 881.

## Galerie photos

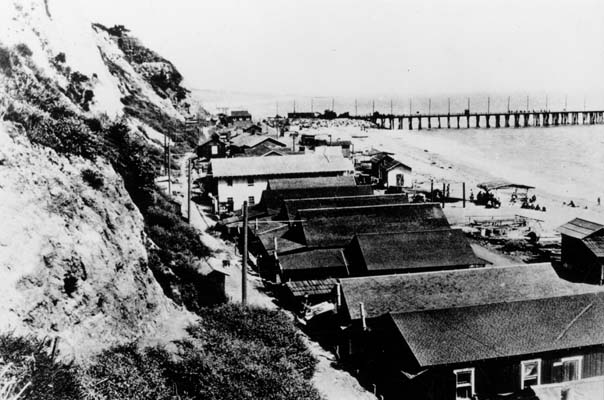
Vue distante du quai (1900).
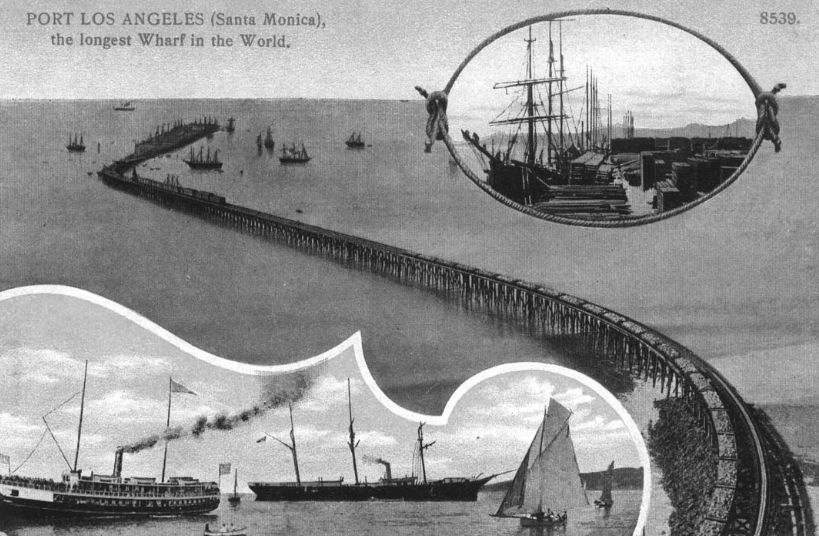
Carte postale affirmant qu'il s'agit du plus long quai du monde (1894).
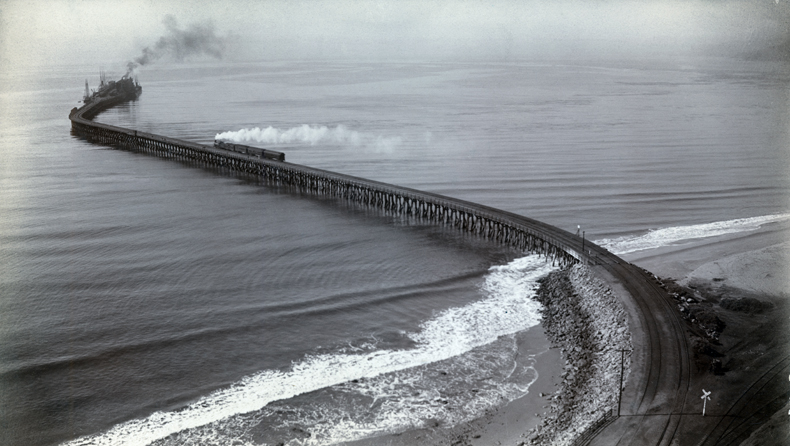
Un train de la Southern Pacific Transportation Company sur le quai (1895).
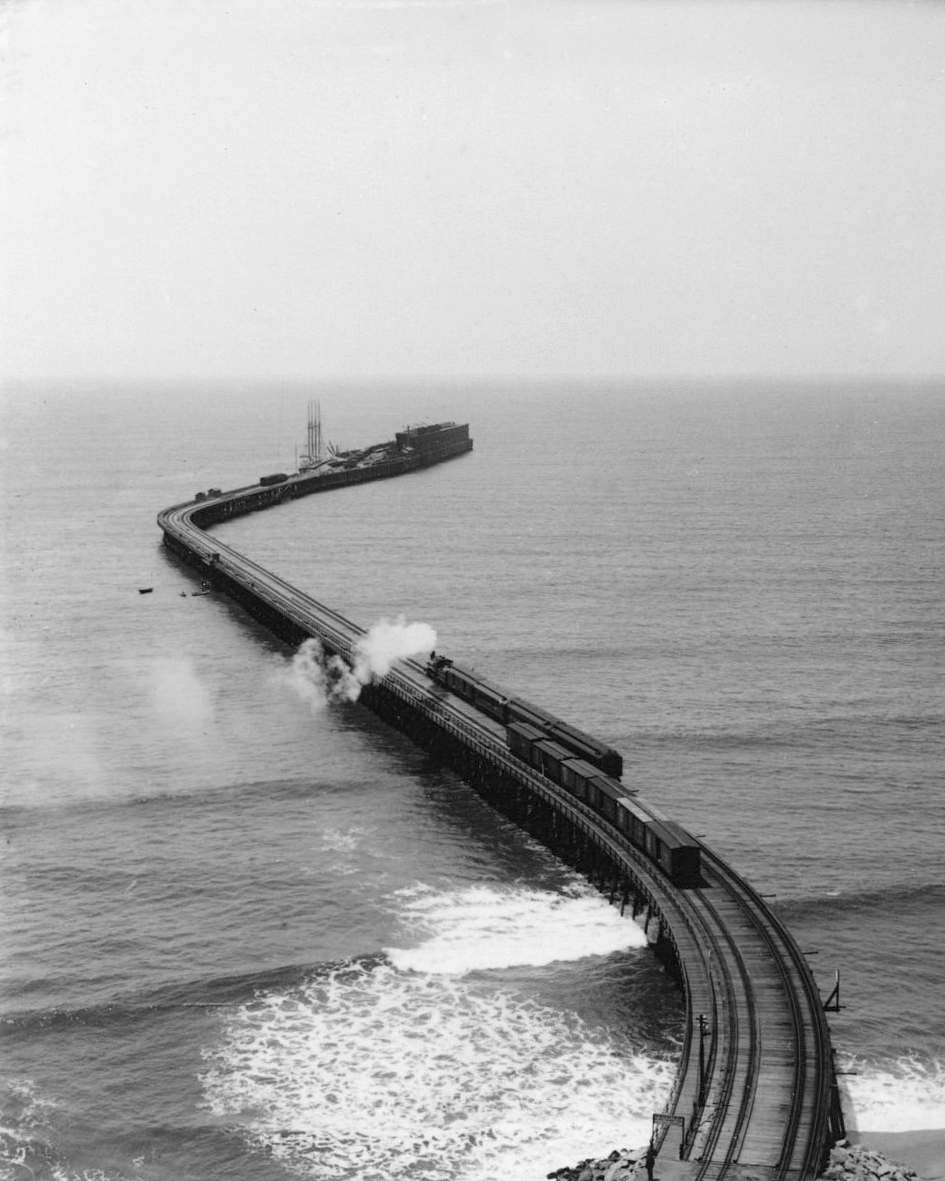
Deux trains sur le quai (années 1890).

### Source de la traduction
- (en) Cet article est partiellement ou en totalité issu de l’article de Wikipédia en anglais intitulé « Long Wharf (Santa Monica) » (voir la liste des auteurs).